# Средства массовой информации Австралии
Средства массовой информации (СМИ) в Австралии являются важным компонентом экономики. Австралийские СМИ широко доступны и обслуживают широкий спектр аудитории — 99 % австралийских домохозяйств имеют телевизор, все семьи имеют, по крайней мере, один радиоприёмник.

## Общественныемедиа
Две медиакомпании в Австралии финансируются государством: 
Австралийская радиовещательная корпорация (ABC) и 
Специальный вещательный сервис (SBS). 
Оба предоставляют бесплатную трансляцию в эфирном телевидении, радио и в Интернете. Оба принадлежат австралийскому правительству.

## Телевидение
Впервые телевидение в Австралии появилось в 1956 году, пионерами стали штаты Новый Южный Уэльс и Виктория. Последним штатом, где в 1971 появилось ТВ, стала Северная территория. Цветной телевизор появился в 1975 году.
В дополнение к общественному телевидению, которое доступно почти всему населению Австралии, существуют три основных коммерческих телевизионных канала: 
Nine Network, 
Seven Network и 
Network Ten, 
они покрывают большинство густонаселенных городов страны. В провинции выбор более ограничен, часто местные новости выходят в виде коротких выпусков на одной из крупных сетей. Примером такой региональной сети является Imparja.
Цифровое вещание началось с 1 января 2001 года. Аналоговое вещание первоначально планировалось отключить к 2008 году, однако задача была перенесена на 2013 год.
После бурных дебатов в начале 2000-х был сохранен законопроект 1992 года, который запрещал иностранным фирмам покупать больше 20 % местных телерадиокомпаний.

### Платное ТВ
Около 25 % австралийских домохозяйств имели доступ к услугам платного телевидения в конце 2005 года. Основными операторами являются Foxtel и Optus в городских районах, а также Austar в региональных и сельских районах. 
Менее крупные операторы — Selectv и UBI World TV.

## Радио
Первая радиопередача в стране началась 13 ноября 1923 года на станции 2SB (впоследствии 2BL) в Сиднее. ABC начал вещание в 1932 году.
В настоящее время работают 274 коммерческих радиостанций (за счет рекламы) и 341 общественных (финансируемые государством).
Есть также радиостанция на КВ-диапазоне 2,368 МГц, называемая Symban/La Manamea Samo, вещаемая 7 дней в неделю.

## Пресса
Среди ежедневных газет 2 национальные, 10 газет штатов / территорий, 37 региональных и 470 других местных и пригородных газет. Все основные газеты принадлежат либо News Limited, дочерней компании News Corporation, или Fairfax Media. Среди известных газет — Sydney Morning Herald, Daily Telegraph, Herald Sun (Мельбурн) и наиболее влиятельная финансовая газета The Australian Financial Review. 
Есть несколько популярных независимых источников новостей, в том числе онлайн-журнал Crikey.
Из 1600 журналов, издаваемых в Австралии, 30 имеют тираж более 80 000.